# Drive (甲斐名都の曲)
「drive」は甲斐名都の2枚目のシングルである。2007年4月4日発売。発売元は力塾ファクトリー。

## 解説
- シングル発売の前日、明治神宮野球場で行われたプロ野球開幕戦ヤクルト対阪神戦において国歌独唱した。

## 収録曲
1. drive
  - 作詞・作曲：甲斐名都／編曲：皆川真人
  - UHF系全国11局ネット放送番組『RAY STYLE』2007年4月度オープニングテーマ
  - 中部日本放送『晴れ・どきドキ晴れ』エンディングテーマ
  - 岩手朝日テレビ『楽茶間』エンディングテーマ
  - FM山陰『フレッシュ・アップ・トゥデイ!』エンディングテーマ
  - FM岩手『朝のペパーミントタイム』エンディングテーマ
  - FM長野『Radication Style』エンディングテーマ
2. 枯らしたサボテン
  - 作詞・作曲：甲斐名都／編曲：皆川真人
3. 今夜は no more♪
  - 作詞・作曲：甲斐名都／編曲：皆川真人